# Ctenomys knighti
Ctenomys knighti är en däggdjursart som beskrevs av Thomas 1919. Ctenomys knighti ingår i släktet kamråttor och familjen buskråttor. IUCN kategoriserar arten globalt som otillräckligt studerad. Inga underarter finns listade i Catalogue of Life.
Denna gnagare är bara känd från en bergstrakt i nordvästra Argentina. Den lever där i regioner som ligger ovanför 2000 meter över havet. Arten lever på bergsängar.